# Antanztrick
Mit Antanztrick wird eine Form des Trickdiebstahls bezeichnet, bei dem das Opfer durch tänzelnde Bewegungen abgelenkt und von Tätern bestohlen wird. Die Täter geben sich dabei als fröhliche Menschen aus, die ihre Opfer zum Mittanzen auffordern, Körperkontakt herstellen, um dann Geldbörse oder Smartphones zu entwenden.

## Geschichte und Tatbegehung
Das Phänomen des Antanztricks soll in London erstmals beobachtet worden sein, seit 2011 auch in deutschen Städten wie Köln, Düsseldorf sowie Großveranstaltungen wie Kölner Karneval und Oktoberfest bekannt. Meist werden allein unterwegs befindliche oder alkoholisierte Opfer in Vergnügungsvierteln bevorzugt. Der für die Tatausübung benötigte Körperkontakt wird vom „Antänzer“ hergestellt, indem zum Beispiel dem Opfer ein Arm um die Schultern gelegt wird; dann wird das Opfer aus dem Gleichgewicht gebracht, indem ein Bein gestellt oder festgehalten wird. Während dieses Überraschungsmoments findet dann der Diebstahl statt. Ein oder weitere Täter stehen absichernd dabei oder nehmen die entwendeten Gegenstände entgegen.

## Fallzahlen und Tatverdächtige
Das Landeskriminalamt Nordrhein-Westfalen wertete von 1. November 2014 bis 30. April 2015 die Fallzahlen durch „Antanzen“ aus. Demnach wurden in diesem Zeitraum in Nordrhein-Westfalen 820 Diebstähle nach diesem Modus Operandi registriert, davon konnten 290 Fälle (35,3 %) aufgeklärt werden. Zu den 290 aufgeklärten Delikten wurden 570 Tatverdächtige erfasst, am häufigsten wurden marokkanische (195), algerische (162), rumänische (117), syrische (27) und deutsche (14) Staatsangehörige als Tatverdächtige ermittelt.

Das Innenministerium NRW richtet sich seit 2014 mit seinem Präventionsprojekt „klarkommen!“ gezielt an 

„junge nordafrikanische Flüchtlinge, die ohne Familie in Deutschland angekommen sind. Einige von ihnen sind der Polizei durch Taschendiebstähle und Trickbetrügereien aufgefallen. Sie haben in den zurückliegenden Wochen als sogenannte „Antänzer“ für Schlagzeilen gesorgt.“

## Vorfälle
Bei einem Konzert der Band Slipknot, am 28. Januar 2016 in Leipzig, wurden Dutzende Besucher Opfer des Antanztricks. Eine organisierte Bande von Antänzern hat nach Erkenntnissen der Polizei systematisch Heavy-Metal-Fans bestohlen. Im Zuge der Ermittlungen wurden 50 Mobiltelefone gefunden.
Auch Feierlichkeiten wie Silvester werden offenbar als günstige Situation ausgenutzt. Entsprechende Berichte liegen aus einigen Großstädten wie Hannover und Bremen vor.